# Fecaluria
Con il termine fecaluria si indica la presenza di materiale fecale nelle urine.

## Etimologia
Il termine fecaluria deriva dal latino: faeces = feci e dal greco: oüron = urina, ad indicare appunto la commistione di materiale fecale nelle urine.

## Manifestazioni cliniche
La fecaluria è un segno piuttosto raro che indica la miscela di feci e urine che transita attraverso l'uretra, generalmente dovuta ad una fistola tra il tratto intestinale e la vescica (fistola vescico-intestinale).  Una fistola è un tragitto anormale che conduce da un ascesso od organo cavo fino alla superficie del corpo o da un organo cavo a un altro. Alcune fistole vengono create per via chirurgica al fine di permettere il passaggio di fluidi o secrezioni.
In più del 70% dei casi il punto di partenza di una fistola entero-vescicale è rappresentato da una lesione sigmoidea, causata da un tumore o complicazione di diverticolosi e diverticolite.  Nelle fistole entero-vescicali il flusso di materiali attraverso la fistola avviene in prevalenza dall'intestino verso la vescica (fecaluria) ed è invece estremamente raro che il passaggio avvenga in senso opposto e cioè dalle urine al retto.
Le fistole che determinano il segno clinico della fecaluria sono generalmente di origine infettiva (rottura in vescica di un diverticolo rettale o sigmoideo infetto), infiammatoria (tipica l'associazione con la malattia di Crohn) o tumorale (invasione della parete vescicale da parte di una neoplasia del colon).  Nella maggioranza dei casi la fecaluria si associa ad infezioni ricorrenti delle vie urinarie od a pneumaturia (emissione di aria durante la minzione). In letteratura sono comunque riportati casi estremamente rari di fistole entero-vescicali causanti fecaluria secondarie a complicazioni di cateterizzazione urinaria.

## Fecaluria e fistola entero-vescicale

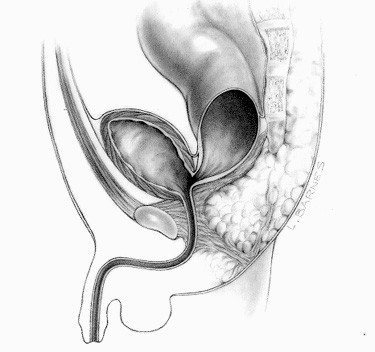
Fistola retto-vescicale

La fecaluria si può associare a 4 diverse tipologie di fistola entero-vescicale:
- fistola colo-vescicale (la più frequente, in genere tra sigma e cupola vescicale)
- fistola retto-vescicale (rara, generalmente associata a neoplasie del retto)
- fistola ileo-vescicale (correlata alla malattia di Crohn)
- fistola appendico-vescicale (aneddotica)

## Diagnostica
In caso di fecaluria è bene eseguire ulteriori accertamenti volti a determinare l'esistenza ed il tragitto di una eventuale fistola entero-vescicale. Tra questi:
- Clisma opaco
- Colonscopia
- Cistoscopia (permette la diagnosi della fistola nel 30-50% dei casi)
- TAC addome con mezzo di contrasto[6][7]